# Anton Žlogar
Anton Žlogar (24 de noviembre de 1977) es un exfutbolista esloveno.

## Carrera como jugador
Žlogar jugó para Primorje, Gorica, Olimpija, Paralimni, Anorthosis Famagusta, AC Omonia, Alki Larnaca y Kras Repen.
Jugó para la selección de fútbol de Eslovenia y participó en la Eurocopa 2000.

## Carrera de entrenador
El 25 de noviembre de 2014, se convirtió en entrenador de Kras. Después del partido contra Gemonese (Gemonese ganó 2-1) el 13 de marzo de 2016, Žlogar renunció como entrenador en jefe.[cita requerida]